# 광개토대왕의 전쟁
광개토대왕의 전쟁은 392년부터 410년까지 고구려의 광개토대왕이 수행한 정복 전쟁이자 적국의 침공을 막아낸 전쟁을 말한다. 4세기에 접어들면서 고구려를 둘러싼 동아시아 국제 정세는 악화되었다. 중원을 통일한 진이 쇠퇴하면서 중국 각 지역에 자리를 잡고 있던 북방민족들이 세력을 확대하기 시작했고 결국 진은 북방민족에 의해 낙양(311년)과 장안(316년)이 함락당하고 황제가 잡혀가 죽임을 당하며 멸망하기에 이르다. 317년 진 황실의 일족이었던 사마예(司馬睿)가 건강(建康, 지금의 난징)에서 동진(東晉)을 재건하였지만, 화북 지역은 다섯 계통의 북방종족이 건국한 여러 왕조가 흥망을 거듭하는 5호 16국의 대혼란기가 시작되었다.
이 무렵 고구려는 낙랑군과 대방군을 점령하고(313~314) 동북아시아 세력의 한 축으로 부상하고 있었다. 고구려의 왕은 왕 중의 왕 ‘태왕(太王)’으로 불리었으며, 고구려 세력권 내에는 말갈, 옥저, 동예 등 주변 세력뿐만 아니라 낙랑·대방 출신의 백성까지 흡수되어 있었다. 하지만 4세기 전반 당시 북방민족의 발호 속에 요서 지역에는 선비족(鮮卑族)의 일파인 모용선비가 전연을 세우고 고구려를 위협했다. 전연으로 인해 고구려는 쇠퇴하였고 남쪽은 근초고왕의 즉위로 백제는 전성기를 맞이하였다. 이 고초는 광개토대왕의 할아버지인 고국원왕에 이르어서야 국난을 극복하고 점차 안정기에 돌입한다.
391년 마침내 광개토대왕이 즉위하고 고구려는 전성기에 오르다. 백제와 전쟁을 하여 백제를 영향권 아래에 두고 신라를 도와 일본과 싸워 이긴다. 또 북쪽으로 영토 확장을 하며 후연, 숙신, 거란 등의 북방 민족을 모두 고구려의 속국으로 만들거나 고구려의 영토로 복속시켰다. 광개토대왕은 점차 약소국으로 쇠퇴하는 고구려를 동아시아 최강국으로 만들었다.

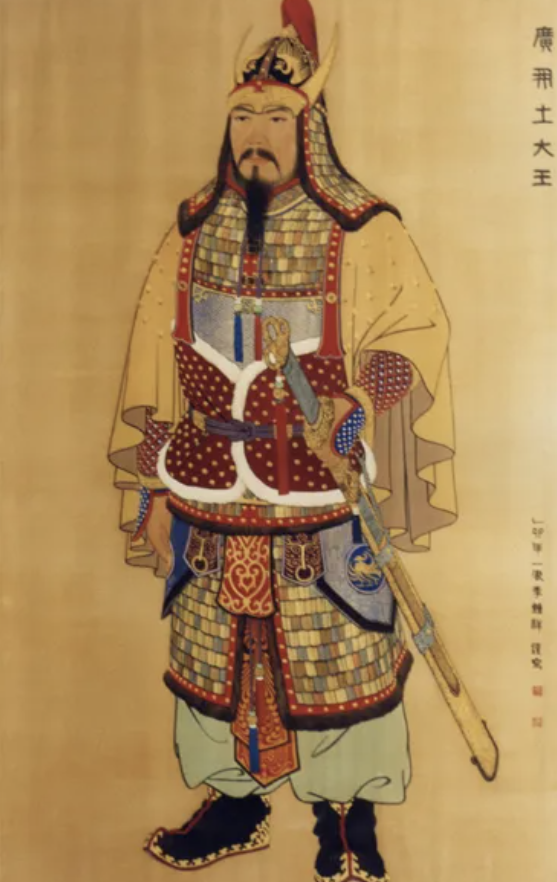
광개토대왕의 표준 영정

## 역사적 사건
배경
서기 384년 11월, 광개토대왕의 큰아버지 소수림왕이 후사를 남기지 못한 채 승하하자 왕의 동생이자 광개토대왕의 아버지인 고국양왕이 즉위했다. 이에 따라 고담덕은 그로부터 2년 뒤인 고국양왕 3년에 12세의 나이로 태자가 되었다. 그리고 6년 뒤인 서기 391년 5월, 고국양왕이 죽자 고담덕은 부왕을 계승해서 18세의 어린 나이로 고구려의 새로운 태왕이 되었다.
영락 원년~6년: 남정 백제 북벌 거란
광개토대왕 즉위 1년후 7월 여 40,000명의 병력을 거느리고 남쪽으로 진군해 백제를 정벌했다. 이로 인해 석현성(石峴城)을 비롯한 10여개 성과 한강 이북의 부락 다수가 고구려의 손으로 넘어왔다.
9월에는 북으로 거란을 정벌하여 전쟁포로 500구를 사로잡고, 또 본국의 잡혀간 백성 10,000명을 데려왔다. 〈광개토대왕릉비〉의 비려 전선 기록에는 광개토대왕이 '몸소 군사를 이끌고 나아가 토벌했다(躬率往討)'는 말이 나오는데 이때 되찾아 온 고구려 신민들을 14년 전인 소수림왕 8년(378년)에 거란이 고구려 북쪽 8개 부락을 약탈해간 사건과 관련지어 해석하지만 이때까지 잡혀간 포로의 수가 10,000명에 달했다는 사실로 미루어 거란의 약탈은 그 뒤에도 지속적으로 벌어지고 있었던 것으로 보인다. 일각에선 즉위 원년 거란의 정벌을 능비에 기록된 395년 비려 정벌과 같은 사건이라고 추론하기도 한다.
10월에는 광개토대왕이 다시 남진하여 백제의 전략 요충지인 관미성(關彌城)을 공격하여 함락시켰다. 이로 인해 백제는 큰 타격을 입었다. 392년 진사왕은 행궁에서 급사한다. 많은 사학자들은 타살로 추측한다. 진사왕이 사망한 후에는 아신왕이 즉위하는데 아신왕은 일본과의 친선관계 유지를 중요시했다.
영락 3년 7월 아신왕이 직접 군사를 이끌고 쳐들어오자, 태왕도 직접 정예 기병 5,000기를 이끌고 수곡성 밑에서 싸워 격퇴했다. 이듬해인 광개토대왕 4년 8월에도 백제의 좌장 진무가 다시 쳐들어오자, 태왕이 다시 직접 군사 7,000명을 이끌고 패수 가에 진을 치고 격퇴했다. 백제측 사상자가 8천명이라고 백제본기에 기록되어 있다. 그해 11월에 아신왕은 패수에서의 대패에 보복하고자 직접 군사 7,000명을 이끌고 한강을 건너 청목령 밑에 이르렀지만, 때마침 폭설을 만나 군사들이 죽어나가자 더 이상 진격하지 못하고 한산성(漢山城)으로 돌아갔다.
영락 5년에 광개토대왕은 거란과 비려를 정벌하기 위해 본격적으로 개마무사들을 참전시켰다. 이때 거란은 하나의 집단으로 형성되지 않은 것으로 보인다. 광개토대왕은 사람들을 돌려보내지 않는 비려를 토벌하기 위해 직접 군사를 이끌고 부산(富山), 부산(負山)을 지나 염수(鹽水)에 이르러 그 3개 부락을 격파하니, 600 ~ 700영에 마소와 양떼가 이루 헤아릴 수 없었다고 한다. 이후 돌아오는 길에 요동을 거쳐 국경을 돌아보고 사냥을 즐기다 왔다고 한다. 비려는 고구려 병사들의 갑옷에 철 조각과 방울 따위를 달아 요란한 소리가 나게 하여 대군을 이끌고 온 줄로 착각하고 겁을 먹어 항복했다는 웃긴 이야기도 있다.
영락 6년, 거란과 비려, 패려를 토벌한 광개토대왕은 본격적으로 백제를 공격하기 시작한다. 광개토대왕은 백제 수도로 진격했고 수로와 육로 양면으로 진공하여 아단성, 미추성, 대산한성, 고모루성 등 수십 개의 성이 무너졌다. 하지만 그럼에도 아신왕이 패배를 인정하지 않고 군대를 성 밖으로 보내어 응전하려 하자, 광개토대왕은 화가 나서 아리수를 건너 한성을 압박하였다. 마침내 군대가 격퇴되고 한성이 포위되기에 이르러 처지가 곤란해진 아신왕은 광개토대왕에게 항복하고 남녀 1,000명과 세포 1,000필을 바치면서 '지금부터 태왕 폐하의 영원한 노객이 되겠다'는 맹서를 했고, 광개토대왕은 백제 왕의 아우와 대신 10명을 데리고 당당히 수도인 국내성으로 돌아왔다.
영락 6년~ 9년: 백제, 거란, 비려, 패려 토벌, 숙신 복속
백제를 항복시킨 광개토대왕은 다시 군대를 북으로 돌려서 영락 6년에 후연의 요양성을 차지하고, 요동을 완전히 고구려의 영역으로 삼았다.
영락 8년, 광개토대왕은 고구려 동북방 변경으로 한 부대의 군대를 파견해 숙신족을 순찰하였다. 이때 그들의 막사라성 가태라곡의 남녀 300여인을 붙잡았다. 이후로 숙신족은 고구려에 조공을 약속하고, 내정을 보고하며 고구려의 명령을 받기로 하여 고구려에 복속되었다.
영락 9년~17년: 후연과의 전쟁, 백제ㆍ가야ㆍ왜국 연합군으로부터 신라 구원

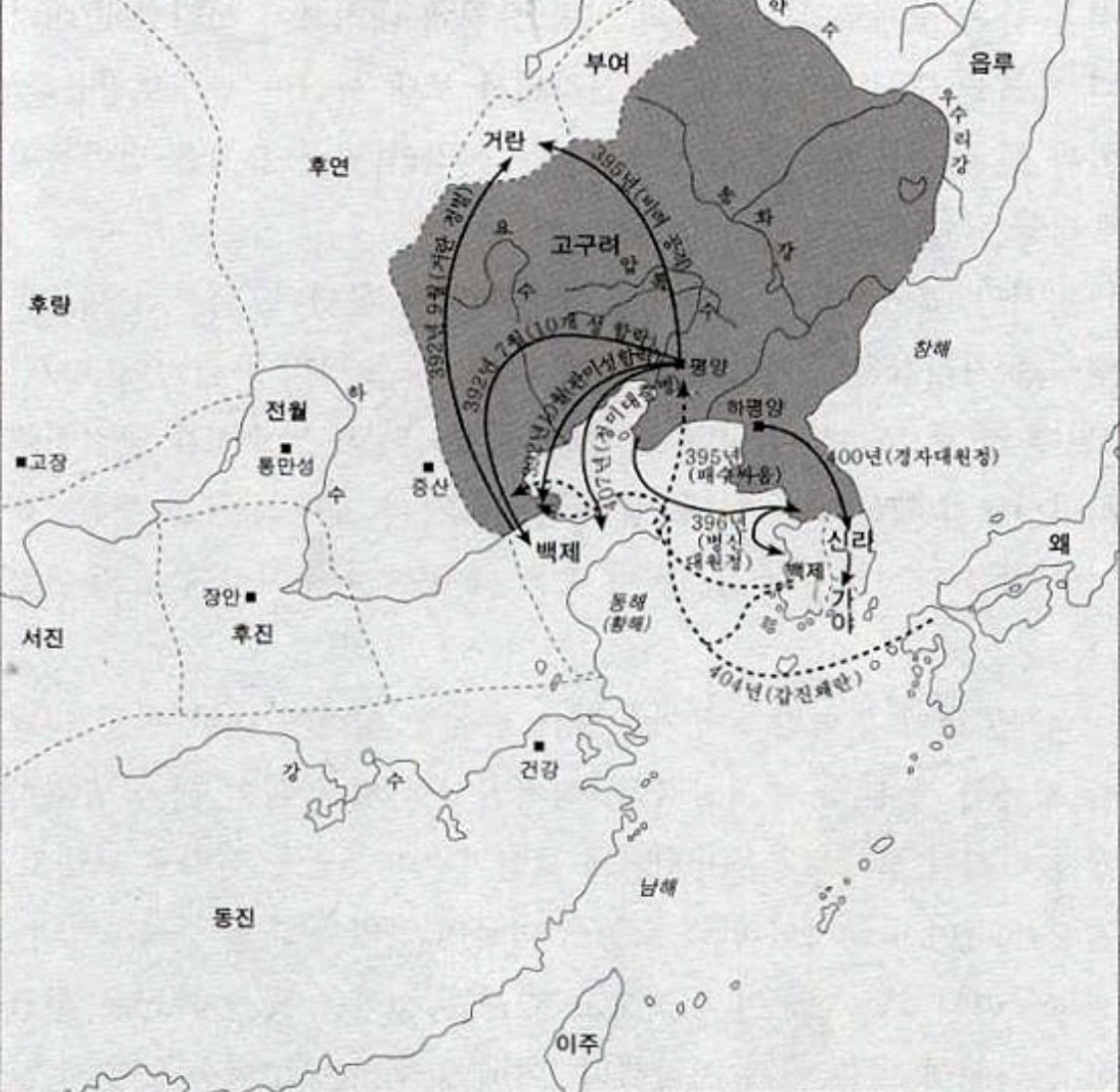
광개토대왕의 영토

영락 9년, 백제 아신왕은 고구려와 친하게 지내는 신라를 가야, 왜와 함께 침공했다. 신라는 고구려에게 도움을 요청했고 광개토대왕은 보병과 기병 50,000명의 대군을 편성하여 신라로 보냈다. 고구려군은 남거성에서부터 백제·가야·왜국 연합군을 몰아내며 신라성까지 이르렀고, 연합군이 심각한 피해를 입고 후퇴하자 이를 추격해 임나가라(가야)의 종발성까지 항복시켰다.
고구려가 신라를 도와 백제, 가야, 왜국 연합국과 싸우는 동안 후연은 고구려 사신이 무례하다는 말도 안되는 핑계로 전쟁 명분을 만들어 고구려 북방 지역을 침공해 남소성과 신성을 점령했다.
영락 14년에 백제, 가야, 왜국이 다시 대방계(帶方界)로 침입하지만 평양에서 출정한 광개토대왕에게 또다시 궤멸당한다.
백제, 가야, 왜국 연합군을 막아낸 후 광개토대왕은 후연을 정벌하였다. 비슷한 시기에 후연군(燕郡)까지 공격하여 함락시켰다. 후연군은 지금의 베이징 근방에 위치한 지역으로 이 기록에 따라 베이징 일대까지 정복했다는 주장이 있다. 영락 15년(405년) 후연이 다시 공격해오자 광개토대왕이 405년 요동성, 406년 목저성(木抵城)에서 격파하여 요동을 점령했다. 영락 17년 광개토대왕은 5만 군대를 동원하여 후연을 다시 침략하여, 후연 군대를 격파하고 막대한 전리품을 노획하였다. 돌아오는 길에 후연의 6개 성을 점령하였다.
영락 17년~22년: 말년

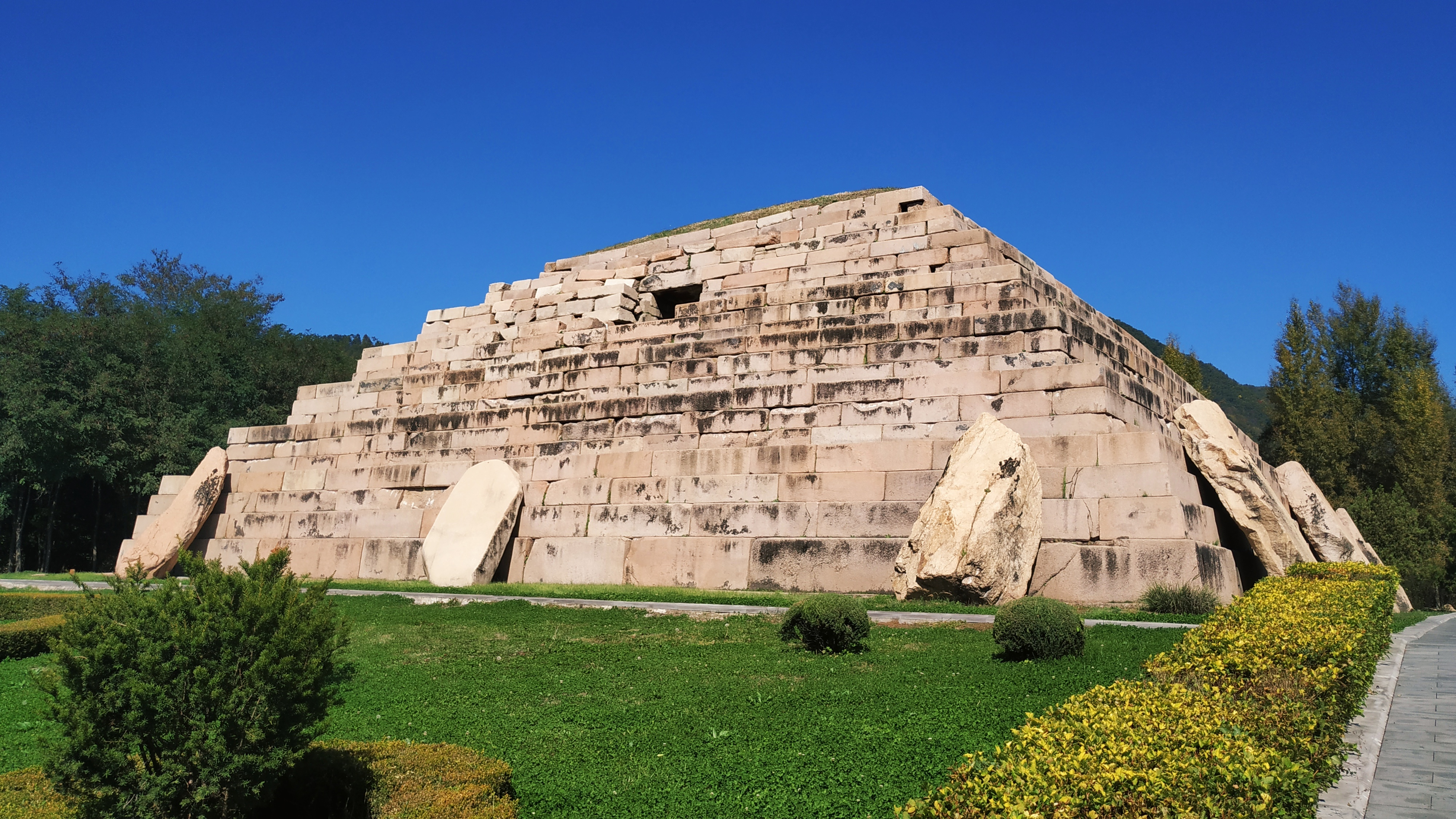
장군총

410년 고구려의 동북방에 위치한 부여(동부여)가 고구려의 영향권에서 벗어나려는 움직임을 보이자 직접 정벌했다. 고구려군이 동부여의 수도에 이르자 동부여가 항복했다. 이때에 동부여를 떠받드는 5부가 고구려에 투항했고, 64개의 성과 1,400개의 마을을 공파했다. 바로 이전에 고구려가 상대한 후연은 서방인데 동부여는 그 정반대인 동북방이다. 광개토대왕은 동서남북 사방을 가로질러가며 정복전쟁을 벌였다. 결국엔 고구려의 승리로 끝난다.
영략 22년, 광개토대왕께서 서거했다. 414년 9월 29일(음력)에 그의 아들인 장수왕이 광개토대왕릉비를 세우며 국강상 지역의 산릉에 매장하였다.

## 같이 보기
- 광개토대왕
- 영락 (고구려)
- 광개토대왕릉비
- 장군총
- 태왕릉
- 고구려

## 참고 문헌
- https://encykorea.aks.ac.kr/Article/E0005057
- http://contents.history.go.kr/mobile/kc/view.do?levelId=kc_n100500
- http://contents.history.go.kr/eh_kk/teach/notebook/data/07_d05.htm